# Fondation semi-profonde
Une fondation semi-profonde est un ouvrage ponctuel, généralement en béton armé qui permet de transmettre les charges d'une structure, telle qu'un bâtiment, vers le sol, à une profondeur d'environ 3 à 6 m.
Ce type de fondations est utilisé lorsque des fondations superficielles ne peuvent être réalisées et que des fondations profondes comme les pieux ne sont pas nécessaires, ce qui évite un coût trop important. Les fondations semi-profondes sont de plus en plus remplacées par des fondations superficielles couplées à des techniques d'amélioration de sol, comme les inclusions rigides ou, technique plus ancienne, les colonnes ballastées.
Bien souvent, il s'agit de puits qui peuvent être creusés à la pelle mécanique hydraulique, permettant ainsi à l'entreprise de gros œuvre de réaliser l'ouvrage sans faire appel à une entreprise spécialisée, comme dans le cas de fondations profondes.
Ce type de fondation permet aussi de se prémunir contre le phénomène de gel et de dégel des sols.
En France, les principales méthodes de mise en œuvre des semelles et les règles de calcul de dimensionnement sont respectivement décrites dans le Document technique unifié n°13.1.